# Algebra (zangeres)
Algebra Felicia Blesset, artiestennaam Algebra, (Atlanta, 1976) is een r&b-zangeres uit de Verenigde Staten.

## Jeugd
Blessetts moeder zong gospel en speelde basgitaar en zij groeide op met de klanken van soulmuziek, gospel en r&b. Op negenjarige leeftijd zong ze in het kerkkoor van school. Dit was naar ze in interviews vertelde, niet uit belangstelling, maar omdat ze niet goed in sport was en ze na schooltijd bij haar vrienden wilde blijven.

## Muzikale carrière
Blessett deed achtergrondzang voor de R&B artiesten Monica en Bilal. Ze kreeg hiervoor een contract bij Rowdy Records in Atlanta. Ze toerde met Anthony Hamilton en werkte met India Arie. Op latere leeftijd leerde ze gitaar spelen en begon ze voor zichzelf in het clubcircuit in Atlanta. Ze schrijft haar eigen songs en profileert zichzelf als eigenzinnig artieste.
Haar eerste single U Do It For Me werd uitgebracht door het label Kedar Entertainment in 2006. Eigenaar Kedar Massenberg is tevens manager van de r&b-zanger Joe. In februari 2008 bracht Algebra haar eerste album uit, Purpose. De nieuwe single heet Run and Hide en gaat over wisselende motieven van mannen. Haar muziek wordt gezien als r&b, of ook wel neo-soul of underground soul. Er zijn invloeden van jazz, gospel en ook rock in te horen.

### Hitlijstvermelding
Algebra's album Purpose stond veertien weken in de r&b/hiphoplijst van het Amerikaanse Billboard met als hoogste notering de 56e plaats.

## Discografie

### Singles
- 2006 U Do It For Me
- 2008 Run and Hide

### Album
- 2008: Purpose

Nummers van het album:
- 1. At This Time
- 2. Halfway
- 3. Run and Hide
- 4. U Do It for Me
- 5. ABC's 1, 2, 3's (Interlude)/Happy After
- 6. My Pride
- 7. Holla Back (Interlude)/Simple Complication
- 8. What Happened?
- 9. No Idea
- 10. Tug of War
- 11. Can I Keep U?
- 12. I Think I Love U
- 13. Come Back
- 14. Now & Then
- 15. Where R We Now